# Птаховский сельский совет (Скадовский район)
Птаховский сельский совет (укр. Птахівська сільська рада) — входит в состав
Скадовского района
Херсонской области
Украины.
Административный центр сельского совета находится в 
с. Птаховка
.

## Населённые пункты совета
- с. Птаховка
- с. Малоалександровка
- с. Николаевка
- с. Хатки